# Hermetisme
Hermetisme is een verzamelnaam voor nauw verwante filosofische, religieuze en esoterische ideeën en praktijken zoals die bij ingewijden bekend zijn via teksten uit de eerste eeuwen n.Chr. in vooral de oostelijke Mediterrane wereld. Dergelijke teksten, hermetica, worden veelal toegeschreven aan de legendarische wijsgeer en profeet Hermes Trismegistus of zijn volgelingen, die ingewijde kennis openbaren over mystiek, kosmologie, magie, astrologie en alchemie. Vroege hermetica zijn doorgaans van meer technische en praktische aard, terwijl latere hermetica esoterischer en filosofischer zijn. In de hermetische levensbeschouwing staat het verwerven van gnosis ('kennis') centraal, goddelijke kennis van de God, de kosmos en de mens, die moet resulteren in verlichting en verlossing.

## Ontstaan
Het hermetisme is het resultaat van syncretisme dat plaatsvond in gehelleniseerde delen van het Romeinse Egypte vanaf de eerste eeuw v.Chr.

### Oorsprong
Het hermetisme ontstond in Egypte, meer bepaald wellicht Alexandrië. Deze omgeving verklaart namelijk het beste de combinatie van joodse, hellenistische, gnostische en Egyptische elementen in het hermetisme. Alexandrië was namelijk een grote stad met een etnisch heterogene bevolking. De stad telde bijvoorbeeld een Joodse gemeenschap van 150.000 mensen. Tevens waren er twee grote bibliotheken, het Museion en Serapeion, waarmee de stad een belangrijk kenniscentrum was. Men verzamelde en bestudeerde er Griekse fictie en non-fictie, evenals Egyptische, Hebreeuwse, Mesopotamische en mogelijk oosterse werken. Egypte telde diverse religieuze bewegingen, zoals de therapeutae, en was de regio waar religieuze en esoterische teksten ontstonden zoals de Sibillijnse orakelen, de Septuaginta en orfica, occulte of mystieke werken toegeschreven aan Orpheus.
Hermes Trismegistus is de hoofdfiguur binnen het hermetisme. Hij is gebaseerd op de Egyptische god Thoth, die kunst en wetenschap aan de mens zou hebben gegeven. Hij werd vooral populair in de Ptolemeïsche periode en werd door de Grieken gelijkgesteld met Hermes. Trismegistus is een titel die 'driemaal grootste' betekent, een oude omschrijving voor Thoth. Sinds Plato bestond het idee dat Thoth mogelijk een mens uit het verre verleden was, en hier wordt Hermes Trismegistus niet langer voorgesteld als god, maar als mens met goddelijke kennis. Door het aantal onderwerpen in de hermetica blijkt dat Hermes Trismegistus feitelijk als de bron van alle kennis gold. Daarnaast past het personage Hermes Trismegistus bij de laat-klassieke religieuze tendensen, want in die tijd was men goed bekend met onduidelijk gedefinieerde, vergoddelijkte personen of halfgoden, zoals Orpheus, Herakles, Dionysus, Apollonius van Tyana, Mithras en Asklepios.

### Datering

#### Eerste beweging
De eerste hermetica verschenen in de 1e eeuw v.Chr. en de 1e eeuw n.Chr. Ze gaan over magie (Griekse magische papyri), astrologie, iatromathematica, alchemie en occulte eigenschappen van allerlei zaken. De focus ligt op de occulte praktijk, zodat deze hermetica bekendstaan als technische hermetica. Ze werden toegeschreven aan Hermes Trismegistus, omdat die als Thoth reeds bekendstond als onder andere expert op het gebied van dergelijke esoterische kennis.

#### Tweede beweging
Vanaf de late 1e eeuw verschenen andere hermetica onder invloed van een wederopleving van platonische filosofie. Alexandrijnse geleerden zoals Eudorus hadden een voorkeur voor een eclectische benadering in de filosofie. In de 1e eeuw v.Chr. vermengde Eudorus platonisme met aristotelisme, stoïcisme en neopythagorisme. Zo ontstond het middenplatonisme, waarbij de aandacht meer kwam te liggen op de sturende rol van de planeten en het noodlot (heimarmenê), de verbondenheid van de menselijke ziel met de kosmos en het goddelijke, de transcendente natuur van dat goddelijke, en het ontstaan van de kosmos. Dit middenplatonisme beïnvloedde denkers zoals de jood Philo van Alexandrië, die zijn joodse achtergrond vermengde met hellenistische invloeden. Deze en andere joden droegen mede bij tot de totstandkoming van het hermetisme.
Als gevolg van dit alles verschenen nu hermetica met een focus op de middenplatonische thema's van de ziel, het transcendente goddelijke, en het afdalen van en opstijgen naar het goddelijke doorheen de hemelsferen. Men streeft inzicht na in die zaken, wat het verkrijgen van gnosis betekent, zodat verlossing kan worden verkregen. In de technische hermetica speelde het dictum Zo boven zo beneden een belangrijke rol door bijvoorbeeld astrologische invloeden te koppelen aan aardse zaken. Nu werd dit dictum verbonden met het stoïsche concept sympatheia, waarmee de onderlinge samenhang van alles in het universum werd uitgedrukt. Dit nieuwe genre van hermetica staat bekend als filosofische hermetica.

## Hermetica
Het hermetisme is bekend dankzij de overlevering van diverse hermetische teksten, die oorspronkelijk in het Grieks zijn geschreven maar soms alleen in vertaling bewaard zijn gebleven. Hoewel denkbeelden en leerstellingen uiteen lopen, wordt in hermetica beweerd dat daarin oeroude, esoterische kennis wordt geopenbaard door de legendarische wijsgeer Hermes Trismegistus of zijn volgelingen. De hermetica zijn globaal op te delen in twee categorieën, namelijk de filosofische en de technische.

### Technische hermetica
De oudste hermetica zijn van meer technisch-praktische aard en gaan over magie, alchemie en astrologie. Ze maken vooral deel uit van de Griekse magische papyri. Andere overgeleverde teksten zijn de vierdelige geneeskundige Cyranides (of Cyranidi), waarin Hermes verschijnt als magische heler. Verder verschenen alchemistische teksten onder Hermes' naam, blijkens de vermeldingen daarvan in het werk van de Greco-Egyptische alchemist Zosimos van Panopolis. 

### Filosofische hermetica
De oudste filosofisch-hermetische tekst is de Aforismen van Hermes van Hermes Trismegistus gericht tot Asclepius, 1e eeuw v.Chr., enkel bekend via een Armeense vertaling. De uitvoerigste filosofische hermetica die thans nog bestaan, zijn het Corpus Hermeticum (Grieks) en de Asclepius (Latijn) uit de eerste drie eeuwen. Daarnaast bestaan nog diverse fragmenten, zoals de zogeheten Oxford-fragmenten, Weense fragmenten en de veertig excerpten van Johannes Stobaeus (5e eeuw) uit meestal verder onbekende traktaten zoals de Korê kosmou.

## Gnosis
In de filosofische strekking van het hermetisme staat gnosis centraal. Gnosis is het Griekse woord voor 'kennis', dat hier niet staat voor rationele, filosofische kennis, maar voor religieuze en mystieke kennis die wordt geopenbaard. Het streven naar gnosis betekent het verwerven van het inzicht in de oorsprong, huidige situatie en de bestemming van de mens. Binnen het hermetisme bestonden verschillende wegen om tot dat inzicht te komen, zoals blijkt uit de traktaten van het Corpus Hermeticum, die soms tegenstrijdig zijn.
De gnosis is kennis van het goddelijke, de aard van de menselijke ziel en de weg tot individuele verlossing. De mens wordt beschouwd als dronken en slaperig, want zijn zintuigen binden hem aan de materiële wereld en benemen het zicht op het goede en goddelijke. Die toestand kan worden doorbroken met zelfonderzoek en contemplatie. Daar komt, in tegenstelling tot de gnostiek, geen strenge ascese bij kijken. De hermeticus zou tijdens zijn spirituele groei goddelijke kennis geopenbaard krijgen en bevrijd worden van de invloeden die demonen, het noodlot (heimarmenē) en het bovenmaanse (sterren en planeten) op de aarde hebben. Dat houdt een geestelijke wedergeboorte in. Hij wordt verheven en deelt in de creativiteit van God.

## Inwijding
Het doel van de filosofische hermetica was om de hermeticus de oppergod te doen aanbidden. Daarvoor werden bijvoorbeeld diverse hymnen gebruikt en extatische uittredingen beschreven. Die extase wordt in traktaat XIII van het Corpus Hermeticum en in de Nag Hammadigeschriften Codex VI direct verbonden met de inwijding in de hermetische mysteriën. De beschrijvingen verschillen maar resulteren in beide gevallen in gnosis. 
De vondst van de tekst de Inwijding in de achtste en negende sfeer (Koptisch) in 1945 maakte ook duidelijk dat er in Alexandrië en omgeving daadwerkelijk georganiseerde hermetische gemeenschappen bestonden. Die gemeenschappen hadden gezamenlijke rituelen en een georganiseerde vorm van onderricht en inwijding. Er wordt in de tekst duidelijk gesproken over de boeken die de leerling heeft moeten lezen voorafgaand aan de ervaring die hij nu mee gaat maken. De fasering van de inwijding moet ook trapsgewijs verlopen hebben.  De Asclepius was bedoeld als een vorm van onderricht voor minder gevorderden. De leerling in de Inwijding in de achtste en negende sfeer gaat ook deel uitmaken van een kring van broeders die bij de inwijding van hem aanwezig is.

## Eenheid van alles
Het hermetisme vormt geen uniforme religie met een vaste reeks dogma's. Als het doel het verkrijgen van gnosis is, dan bestaan er verschillende wegen naartoe. Een alternatieve interpretatie van de tegenstrijdigheden tussen teksten is dat de aangeboden kennis in de tekst hoort bij een bepaalde gradatie van inwijding.
Er zijn desondanks enkele algemene overtuigingen die typerend zijn voor het hermetisme. De eerste is de fundamentele, wezenlijke samenhang van alles. God, de kosmos en de mens vormen een onlosmakelijke eenheid. God, die het Ene is, kan gekend worden via de natuur, en de mens kan opstijgen tot het goddelijke om ermee te versmelten. Doordat God zo volmaakt is, kan hij niet anders dan scheppen, maar zijn schepping staat dus niet los van hemzelf. In plaats daarvan stelt het hermetisme een voortvloeiing (emanatie) voor. Uit God vloeit de kosmos voort, en de mens vloeit uit de kosmos voort. Men spreekt in dit verband soms van vaderschap, soms ook van afspiegelingen. Naast de driedeling God-kosmos-mens komen ook nadere onderverdelingen voor, die verschillen van bron tot bron. Ze tonen joodse of Grieks-filosofische invloeden. Zo kan er sprake zijn van een tussenliggende Demiurg (scheppergod), die in bijvoorbeeld de Asclepius Aiôn (eon, 'eeuwigheid') wordt genoemd.

## God
God is transcendent en nooit ten volle kenbaar. Hij is androgyn, een voorstelling die in de Griekse cultuurwereld enkel voorkomt binnen het orfisme en oorspronkelijk Egyptisch is. Door zijn androgynie wordt hij voorgesteld als uit zichzelf geboren. Soms geldt hij als ongeboren of zonder oorsprong '. Tegelijk is hij een levende god en wordt haast altijd in persoonlijke termen genoemd of geadresseerd. Hij is de Verborgene en de Bron van het Al. Hij wordt ook het Ene of de Ene, het Goede of de Goede genoemd. In tegenstelling tot de god van het jodendom en het christendom blijft de hermetische god in daad boven het aardse verheven. De mens kan tot hem opstijgen, maar hij bemoeit zich niet rechtstreeks met aardse aangelegenheden. Hij straft niet en vergeeft niet; zonde en vergeving zijn in de hermetiek onbekende begrippen.
De hermetici verwierpen het bestaan van andere goden en demonen niet, maar die speelden verder geen noemenswaardige rol, aangezien de focus totaal rustte op de mystieke vereniging met de transcendente oppergod.

## Kosmos
Het universum is volgens de hermetici na God het tweede levende wezen. Het is door God voortgebracht, die er op verborgen wijze in aanwezig is. Met kennis over de werkelijkheid in al zijn aspecten wordt de weg naar God dan ook ontsloten. De kosmos schept op zijn beurt alles wat erin zit, maar hermetica verschillen in hun beschrijving van het ontstaan van de mens.
De waardering van het universum is niet in alle hermetische geschriften hetzelfde en loopt uiteen van 'grotendeels goed', tot 'grotendeels slecht'. Het universum wordt echter nooit als geheel en al slecht gezien. Hierin verschilt het hermetisme fundamenteel van de gnostiek, waarin het universum vaak door de slechte demiurg geschapen is.

## Mens
De mens wordt het derde levende wezen genoemd en hij overtreft alle andere op aarde levende wezens. Hij heeft een tweeledige natuur: naar zijn lichaam is hij stoffelijk, sterfelijk en tot het kwade geneigd, maar naar zijn innerlijke wezen is hij geestelijk, onsterfelijk en geneigd tot het goede. In zijn stoffelijke lichaam bevindt zich ook de ware, geestelijke mens, die gekenmerkt wordt door verstand (logos) en geest (nous). De gangbare opvatting is dat het verstand de mens doet begrijpen en dat de geest hem het intuïtieve inzicht in de eenheid der dingen geeft. Deze twee kunnen door de begeerten van het lichaam in een staat van onbewustheid gebracht worden, een toestand die als diepe slaap of dronkenschap ervaren wordt.